# 小核
小核（しょうかく）とは生物の細胞核のうち比較的小さいもののこと。具体的に指すものは分野により異なる。
なお全く関係ないが、植物の小核果に含まれる核を小核ということもある。これは核果を参照。

## 繊毛虫の小核
繊毛虫の細胞には大核・小核の2種類の核がある。機能的には大核が多細胞生物の体細胞系列、小核が生殖系列に相当し、小核は生殖核ともいう。
通常の細胞分裂では小核・大核がそれぞれ分裂する（小核は有糸分裂、大核は無糸分裂）。接合の際には大核はなくなり、両細胞の小核が減数分裂して増え半分ずつ交換した後、融合し、娘細胞の小核および大核を作る。

## 医学・薬学の小核
医学や薬学における小核とは、細胞中に普通の核とは別に存在する小型の核のことをいう。通常は存在しない病的な核である。細胞分裂の際に一部の染色体が正常に分配されず、本来の核に取り込まれずに残ることで生じる。
特に染色体異常が小核の原因となることが知られているため、小核の有無を調べる小核試験は遺伝毒性試験として利用されている。これにはマウスの幼若赤血球などを用いるインビボ法と、培養細胞を用いるインビトロ法（染色体異常試験の代用）がある。細胞標本を蛍光色素アクリジンオレンジなどで染色して観察し、小核を持つ細胞を数える。